# Бібліометрика української науки
Бібліометрика української науки — національний бібліометричний та наукометричний сервіс, призначений для формування в суспільстві цілісного уявлення про стан та динаміку процесів, що мають місце в науковому середовищі України. На основі глибокого бібліометричного аналізу публікацій сервіс проводить багатокритеріальне регулярне дискретне рейтингування суб'єктів наукового простору України. Бібліометрика української науки є національним сегментом проекту Ranking of Google Scholar Profiles.

## Функціональні можливості системи
Сервіс генерує актуальний реєстр бібліометричних профілів (портретів) науковців, окремих періодичних видань та цілих дослідницьких колективів (лабораторій, кафедр, факультетів, інститутів, університетів), створених на платформі Google Scholar. 

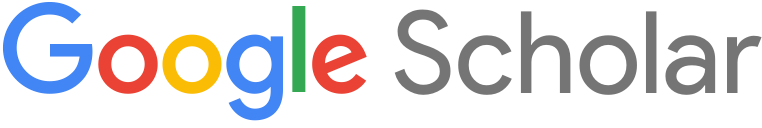

Система збирає та систематизує аналітичну інформацію про галузеву, відомчу та регіональну структуру науки України, є джерельною базою для проведення об'єктивного експертного оцінювання результативності наукової діяльності.
Інформаційний тезаурус сервісу формується за рахунок таких ресурсів:
- наукометричних профілів вчених, створених на платформі Google Scholar;
- даних про публікаційну активність та рівень цитованості з реферативних та бібліографічних баз Scopus і Web of Science.

Параметрична оцінка наукового доробку учених, наукових періодичних видань та колективів здійснюється за допомогою таких показників  цитованості, як індекс Гірша (Хірша) та індекс i10. На їх основі проводиться загальноукраїнське рейтингування науковців, видань та наукових колективів. Оновлення відповідних рейтингів проводиться сервісом щомісячно. Рейтингування періодичних видань проводиться на основі аналізу та порівняння значень п’ятирічних ковзаючих індексів Гірша.
Для впорядкування структури вітчизняних і світових наукових спеціальностей у сервісі «Бібліометрика української науки», згідно даних Google Scholar, виділено близько 300 галузевих рубрик.
Сервіс дозволяє здійснювати багатокритеріальний пошук бібліометричної інформації:
- за прізвищем автора;
- за назвою установи;
- за назвою відомства;
- за географічною ознакою (населеним пунктом);
- за галуззю знань;
- за рубриками Google Scholar.

Крім того, починаючи з 2021 року сервіс започаткував нові розділи наукометричної аналітики на основі даних ресурів Scopus та Publons.

## Розробник
- Національна бібліотека України імені В.І.Вернадського,
- Відділ бібліометрії і наукометрії служби інформаційно-аналітичного забезпечення органів державної влади Національної бібліотеки України ім. В. І. Вернадського.